# Firidun Chouchinsky
 (mars 2021).
La mise en forme du texte ne suit pas les recommandations de Wikipédia : il faut le « wikifier ».
Les points d'amélioration suivants sont les cas les plus fréquents :
- Les titres sont pré-formatés par le logiciel. Ils ne sont ni en capitales, ni en gras.
- Le texte ne doit pas être écrit en capitales (les noms de famille non plus), ni en gras, ni en italique, ni en « petit »…
- Le gras n'est utilisé que pour surligner le titre de l'article dans l'introduction, une seule fois.
- L'italique est rarement utilisé : mots en langue étrangère, titres d'œuvres, noms de bateaux, etc.
- Les citations ne sont pas en italique mais en corps de texte normal. Elles sont entourées par des guillemets français : « et ».
- Les listes à puces sont à éviter, des paragraphes rédigés étant largement préférés. Les tableaux sont à réserver à la présentation de données structurées (résultats, etc.).
- Les appels de note de bas de page (petits chiffres en exposant, introduits par l'outil «  Source ») sont à placer entre la fin de phrase et le point final[comme ça].
- Les liens internes (vers d'autres articles de Wikipédia) sont à choisir avec parcimonie. Créez des liens vers des articles approfondissant le sujet. Les termes génériques sans rapport avec le sujet sont à éviter, ainsi que les répétitions de liens vers un même terme.
- Les liens externes sont à placer uniquement dans une section « Liens externes », à la fin de l'article. Ces liens sont à choisir avec parcimonie suivant les règles définies. Si un lien sert de source à l'article, son insertion dans le texte est à faire par les notes de bas de page.
- La présentation des références doit suivre les conventions bibliographiques. Il est recommandé d'utiliser les modèles {{Ouvrage}}, {{Chapitre}}, {{Article}}, {{Lien web}} et/ou {{Bibliographie}}. Le mode d'édition visuel peut mettre en forme automatiquement les références.
- Insérer une infobox (cadre d'informations à droite) n'est pas obligatoire pour parachever la mise en page.

Pour une aide détaillée, merci de consulter Aide:Wikification.
Si vous pensez que ces points ont été résolus, vous pouvez retirer ce bandeau et améliorer la mise en forme d'un autre article.
 (mars 2021).
 (mars 2021).
Pour l’article homonyme, voir Khan Chouchinsky.
Firidun Chouchinsky (en azéri : Firidun Məhəmməd oğlu Həsənov, plus tard Chouchinsky), né le 20 octobre 1925 à Choucha (oblast autonome du Haut-Karabagh, République socialiste soviétique d'Azerbaïdjan) et mort le 25 octobre 1997 à Bakou, est un musicologue et chercheur azerbaïdjanais et soviétique.

## Biographie
Firidun Mahammad oghlu Hasanov reçoit sa première éducation dans sa ville natale. Après avoir obtenu son diplôme de l'Institut pédagogique, il enseigne à l'école du village de Malibeyli pendant quatre mois. 
À l'âge de dix-sept ans, en 1942, il s'engage dans la Seconde Guerre mondiale et part au front. Il travaille après le conflit comme professeur de littérature dans les écoles d'Aghdam. Le désir de faire des études supérieures l'amène à Bakou en 1946. Il entre à la faculté d'histoire de l'Université d'État d'Azerbaïdjan et commence à étudier l'histoire de la musique azerbaïdjanaise .

## Activité professionnelle
Dans les années 1970, Firidun Chouchinsky est connu en URSS comme historien et critique de la musique. Pendant de nombreuses années, il anime l'émission Arts du spectacle à la télévision azerbaïdjanaise. Pour la première fois, Firidun Shushinsky donne des informations détaillées sur les « groupes musicaux » de Choucha, les « réunions musicales », les « concerts orientaux » et les musiciens. À la suite de ses nombreuses années de recherche, il présente une soixantaine de musiciens aux amateurs d'art. 
Ses monographies faisant autorité sur les musiciens folkloriques et leur art immortel, en font les exemples les plus précieux de la culture musicale en Azerbaïdjan. En 1979, son livre intitulé Chants folkloriques et musiciens d'Azerbaïdjan, est publié par la maison d'édition « Compositeur soviétique » à Moscou.  
Le ministre de la Culture de l'URSS de l'époque, Piotr Demitchev  l'appréciait beaucoup, notant qu'il n'avait jamais rencontré une œuvre aussi monumentale sur la musique folklorique en URSS.  
Au fil des années de son activité, Firidun Chouchinsky écrit et rassemble plus de 700 documents - monographies, articles, manuscrits. 

## Œuvres
- Chanteur d'amour. - Lit. Azerbaïdjan 1966 № 6, p. 109—111. Sur Sattar, chanteur folklorique azerbaïdjanais du XIXe siècle.
- Seyid Chuchinsky. Nar. artiste Az. SSR. - Bakou, 1966. 111 p. avec portrait. 3000 exemp. 67 k. En azerbaïdjanais.
- La perle de notre culture musicale. Lit. Azerbaïdjan, 1967, № 4, p. 119-123 avec portrait. À la biographie créative du chanteur azéri Djabbar Karyagdyoghlu.
- Patrie des talents. - Dans le livre: Shushinsky F. Shusha. - Bakou, Azerbaïdjan. édition d'État, 1968, p. 98-131 avec portrait. À propos des musiciens azerbaïdjanais originaires de Choucha.
- Art magique. - «Lit. Azerbaïdjan », 1968, № 6, p. 152-154 avec portrait. À propos du tariste-virtuose Gourban Pirimov (1880-1965).
- L'éclat du talent. À l'occasion du 80e anniversaire de la naissance d'A. Oganezashvili. - «Lit. Azerbaïdjan », 1969, № 7, p. 153-156
- Musiciens folkloriques d'Azerbaïdjan. [Introduction de М. Ibragimova]. - Bakou, Azerneshr, 1970. 363 p.. En  azéri, 35000 exemplaires.
- Chouchinsky F. Chanteurs et musiciens folkloriques de l'Azerbaïdjan. M.: Compositeur soviétique. 1979, 200 p.[3]

## Distinctions
- Artisan honoré de la RSS d'Azerbaïdjan
- Médaille du courage